# Lacertaspis rohdei
Lacertaspis rohdei — вид сцинкоподібних ящірок родини сцинкових (Scincidae). Мешкає в Центральній Африці.

## Поширення і екологія
Lacertaspis rohdei мешкають в Камеруні, Габоні, Екваторіальній Гвінеї і Республіці Конго. Вони живуть у вологих рівнинних і гірських тропічних лісах..